# Niptera melatephroides
Niptera melatephroides är en svampart som först beskrevs av Rehm, och fick sitt nu gällande namn av Pier Andrea Saccardo 1889. Enligt Catalogue of Life ingår Niptera melatephroides i släktet Niptera, ordningen disksvampar, klassen Leotiomycetes, divisionen sporsäcksvampar och riket svampar, men enligt Dyntaxa är tillhörigheten istället släktet Niptera, familjen Dermateaceae, ordningen disksvampar, klassen Leotiomycetes, divisionen sporsäcksvampar och riket svampar. Arten är reproducerande i Sverige. Inga underarter finns listade i Catalogue of Life.